# EBU Circuit 2006/07
Der EBU Circuit 2006/2007 war die 20. Auflage dieser europäischen Turnierserie im Badminton.

## Die Wertungsturniere
| Turnier                                   | Austragungsort   | Termin                        |
| ----------------------------------------- | ---------------- | ----------------------------- |
| 1. Yonex Belgian International 2006       | Mechelen         | 7.–10. September 2006         |
| 2. Bulgarian International 2006           | Sofia            | 13.–16. September 2006        |
| 3. 35. Yonex Czech International 2006     | Ostrava-Poruba   | 28. September–1. Oktober 2006 |
| 4. Yonex Slovak International 2006        | Nové Zàmky       | 3.–6. Oktober 2006            |
| 5. Cyprus International 2006              | Nikosia          | 12.–15. Oktober 2006          |
| 6. 31. Yonex Hungarian International 2006 | Budapest         | 26.–29. Oktober 2006          |
| 7. Iceland International 2006             | Reykjavík        | 9.–12. November 2006          |
| 8. Norwegian International 2006           | Oslo             | 16.–19. November 2006         |
| 9. Bank of Scottish International 2006    | Glasgow          | 23.–26. November 2006         |
| 10. Yonex Welsh International 2006        | Cardiff          | 30. November–3. Dezember 2006 |
| 11. Yonex Irish International 2006        | Lisburn          | 7.–10. Dezember 2006          |
| 12. 6. Italian International 2006         | Rom              | 12.–15. Dezember 2006         |
| 13. Swedish International Stockholm 2007  | Täby (Stockholm) | 25.–28. Januar 2007           |
| 14. Austrian International 2007           | Wien             | 22.–25. Februar 2007          |
| 15. Croatian International 2007           | Zagreb           | 1.–4. März 2007               |
| 16. Romanian International 2007           | Timișoara        | 22.–25. März 2007             |
| 17. Finnish International 2007            | Helsinki         | 29. März–1. April 2007        |
| 18. 42. Portugal International 2007       | Caldas da Rainha | 19.–22. April 2007            |
| 19. 31. Polish International 2007         | Inowlodz, Spała  | 26.–29. April 2007            |

## Sieger
| Veranstaltung                   | Herreneinzel             | Dameneinzel         | Herrendoppel                             | Damendoppel                                | Mixed                                |
| ------------------------------- | ------------------------ | ------------------- | ---------------------------------------- | ------------------------------------------ | ------------------------------------ |
| Belgian International           | Kasper Ødum              | Petra Overzier      | Imanuel Hirschfeld Imam Sodikin          | Marina Yakusheva Elena Shimko              | Vitaliy Durkin Valeria Sorokina      |
| Bulgarian International         | Sergey Ivlev             | Linda Zechiri       | Rasmus Andersen Peter Steffensen         | Petya Nedelcheva Diana Dimova              | Tim Dettmann Annekatrin Lillie       |
| Czech International             | Jan Ø. Jørgensen         | Ragna Ingólfsdóttir | Robert Adcock Robin Middleton            | Mie Schjøtt-Kristensen Christinna Pedersen | Liza Parker Robin Middleton          |
| Slovak International            | Jan Fröhlich             | Maja Tvrdy          | Chris Langridge David Lindley            | Suzanne Rayappan Sarah Bok                 | David Lindley Suzanne Rayappan       |
| Cyprus International            | Peter Mikkelsen          | Anne Marie Pedersen | Mikkel Delbo Larsen Jacob Chemnitz       | Weny Rahmawati Elodie Eymard               | Svetoslav Stoyanov Elodie Eymard     |
| Hungarian International         | George Rimarcdi          | Chie Umezu          | Imanuel Hirschfeld Imam Sodikin          | Ekaterina Ananina Anastasia Russkikh       | Vladimir Malkov Anastasia Russkikh   |
| Iceland International           | Magnus Sahlberg          | Ragna Ingólfsdóttir | Christopher Bruun Jensen Morten Kronborg | Imogen Bankier Emma Mason                  | Henri Hurskainen Emma Wengberg       |
| Norwegian International         | Hans-Kristian Vittinghus | Sara Persson        | Anton Nazarenko Andrey Ashmarin          | Imogen Bankier Emma Mason                  | Imam Sodikin Elin Bergblom           |
| Scottish Open                   | Ville Lång               | Ella Karachkova     | Imanuel Hirschfeld Imam Sodikin          | Marina Yakusheva Elena Shimko              | Vitaliy Durkin Valeria Sorokina      |
| Welsh International             | Irwansyah                | Huang Chia-chi      | Matthew Hughes Martyn Lewis              | Natalie Munt Mariana Agathangelou          | Kristian Roebuck Natalie Munt        |
| Irish Open                      | Jens-Kristian Leth       | Sara Persson        | Thomas Tesche Jochen Cassel              | Emma Mason Imogen Bankier                  | Wouter Claes Nathalie Descamps       |
| Italian International           | Jens-Kristian Leth       | Sara Persson        | Alexandr Nikolaenko Vitaliy Durkin       | Cai Jaini Yu Qi                            | Peter Steffensen Mette Schjoldager   |
| Swedish International Stockholm | Kenichi Tago             | Li Wenyan           | Imam Sodikin Imanuel Hirschfeld          | Guo Xin Cai Jiani                          | Rasmus Bonde Christinna Pedersen     |
| Austrian International          | Lu Yi                    | Zhu Jingjing        | Guo Zhendong He Hanbin                   | Cheng Shu Zhao Yunlei                      | Vitaliy Durkin Valeria Sorokina      |
| Croatian International          | Carl Baxter              | Guo Xin             | Wouter Claes Frédéric Mawet              | Cai Jiani Guo Xin                          | Wouter Claes Nathalie Descamps       |
| Romanian International          | Sho Sasaki               | Tracey Hallam       | Kenichi Hayakawa Kenta Kazuno            | Fiona McKee Charmaine Reid                 | Valeriy Atrashchenkov Elena Prus     |
| Finnish International           | Joachim Persson          | Li Wenyan           | Frédéric Mawet Wouter Claes              | Mie Schjøtt-Kristensen Christinna Pedersen | Tim Dettmann Annekatrin Lillie       |
| Portugal International          | Peter Mikkelsen          | Judith Meulendijks  | Mikkel Delbo Larsen Jacob Chemnitz       | Jenny Wallwork Suzanne Rayappan            | Rasmus Bonde Christinna Pedersen     |
| Polish Open                     | Vladislav Druzchenko     | Chie Umezu          | Mikkel Delbo Larsen Jacob Chemnitz       | Kamila Augustyn Nadieżda Kostiuczyk        | Robert Mateusiak Nadieżda Kostiuczyk |